# Johann Evangelist Maier

Johann Evangelist Maier

Johann Evangelist Maier (* 18. Februar 1833 in Hörschwag; † 2. August 1899 in Sigmaringen) war katholischer Geistlicher und Mitglied des Deutschen Reichstags.

## Leben
Maier besuchte das Lyzeum in Freiburg im Breisgau und erwarb das Zeugnis der Reife am Gymnasium Hedingen in Sigmaringen. Er war ab 1856 in der Seelsorge sowie mit Privatunterricht beschäftigt. Ab 1858 war er Gymnasiallehrer an dem Preußischen Gymnasium Hedingen. Wegen einer Predigt wurde er 1875 vom Gericht zu Sigmaringen zu einem Monat Festungshaft verurteilt. Deswegen und aufgrund seiner Beteiligung an der Verbreitung eines Wahlaufrufs vor den Reichstagswahlen 1874, wurde er durch Beschluss des Königlich Preußischen Staatsministeriums vom 18. Juni 1876 aus dem Staatsdienst entlassen.
Von 1876 bis 1884 war er als Vertreter des Wahlkreises Hohenzollern Mitglied des Preußischen Abgeordnetenhauses und von 1877 bis 1884 war er Mitglied des Deutschen Reichstags für den Wahlkreis Sigmaringen und die Deutsche Zentrumspartei.